# Spiroplectinella
Spiroplectinella es un género de foraminífero bentónico de la subfamilia Spiroplectammininae, de la familia Spiroplectamminidae, de la superfamilia Spiroplectamminoidea, del suborden Spiroplectamminina y del orden Lituolida. Su especie tipo es Spiroplecta wrightii. Su rango cronoestratigráfico abarca desde el Paleoceno hasta la Actualidad.

## Discusión
Clasificaciones previas incluían Spiroplectinella en el suborden Textulariina del Orden Textulariida, o en el orden Lituolida sin diferenciar el suborden Spiroplectamminina.

## Clasificación
Spiroplectinella incluye a las siguientes especies:
- Spiroplectinella anceps
- Spiroplectinella angusta
- Spiroplectinella baudouiniana
- Spiroplectinella carinata
- Spiroplectinella cuneata
- Spiroplectinella dentata
- Spiroplectinella deperdita
- Spiroplectinella embaensis
- Spiroplectinella hottingeri
- Spiroplectinella kuraensis
- Spiroplectinella laevis
- Spiroplectinella magna
- Spiroplectinella neoserrata
- Spiroplectinella praelonga
- Spiroplectinella proxispira
- Spiroplectinella saikaidensis
- Spiroplectinella semicomplanata
- Spiroplectinella sengibabensis
- Spiroplectinella ubinensis
- Spiroplectinella wrightii